# Nemaha (Nebraska)
Nemaha – wieś w Stanach Zjednoczonych, w stanie Nebraska, w hrabstwie Nemaha.